# John Peter Gandy
John Peter Gandy (1787 - 2 mars 1850 à Hanover Square, Londres), plus tard John Peter Deering, est un architecte britannique. Il est député de 1847 à 1848.

## Famille
Gandy est le plus jeune des dix enfants de Thomas Gandy (décédé en 1814) et de sa femme, Sophia, née Adams. Il est le frère du peintre Joseph Gandy (en) (1771-1843) et de l'architecte Michael Gandy (1778-1862). Leur père Thomas travaille au White's Club, St James's, Londres.

## Biographie

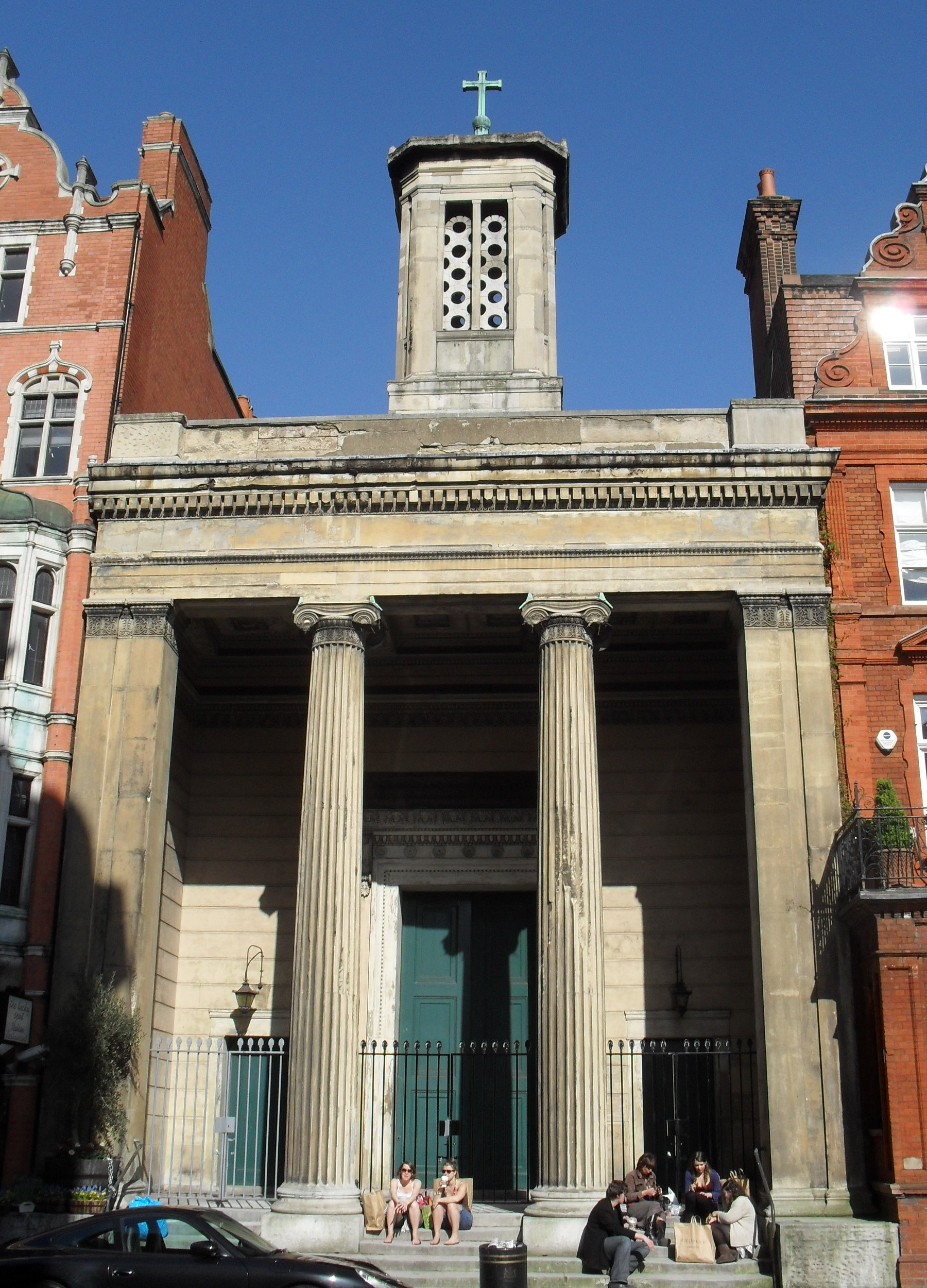
Ancienne église Saint-Marc, North Audley Street, Londres (Code IoE 421605)

En 1805, John Peter Gandy est admis dans les écoles de la Royal Academy, où il reçoit leur médaille d'argent en 1806. Il expose à la Royal Academy entre 1805 et 1833. Ses premières expositions comprennent « A Design for the Royal Academy » (1807) et deux dessins, « An Ancient City » et « The Environs of an Ancient City » (1810).
Il est l'élève de James Wyatt de 1805 à 1808 et, lorsqu'il quitte le bureau de Wyatt, il prend un emploi au Barrack Office. En 1810, il remporte le projet pour un nouvel hôpital de Bethlem, bien qu'il n'ait jamais été construit. Il obtient un congé du Barrack Office de 1811 à 1813 pour accompagner William Gell en tant que dessinateur architectural lors d'une expédition en Grèce au nom de la Société des Dilettanti. Le compte rendu du voyage est publié en 1817 sous le titre The Unedited Antiquities of Attica, et en 1840 sous le titre du troisième volume des Antiquities of Ionia, édité par William Wilkins. Gell et Gandy publient également Pompeiana (1817-1819), qui devient l'ouvrage standard sur les fouilles de Pompéi.
Gandy est élu membre de la Société des Dilettanti en 1830, puis commence à s'établir comme architecte. Pour commencer, il collabore avec William Wilkins sur des travaux comprenant une conception avortée de 1817 pour une tour de 280 pieds commémorant la bataille de Waterloo, destinée à Portland Place, le plan échoue en raison d'une récession économique; le United University Club, Pall Mall de 1822 à 1826 ; et sur l'University College de Londres, pour lequel ses conceptions sont fusionnées à celles de Wilkins, que Gandy aide ensuite à construire.
Les autres bâtiments londoniens de Gandy comprennent l'église néo-grecque Saint-Marc, North Audley Street (1825-188) et Exeter Hall, dans The Strand (1830-1831). Il remodèle la cour de Burghley House, Northamptonshire (1828) et apporte des modifications à Shrubland Hall, Suffolk (1831-1833). Bien qu'il soit considéré comme une autorité en matière d'architecture grecque et produise principalement des conceptions néo-classiques, il y a des exceptions, comme l'hôpital de Stamford, dans le style gothique Tudor. Il est élu ARA en 1826 et RA en 1838, avec le soutien de Wilkins.
En 1828, l'ami de Gandy, Henry Deering, lui lègue le domaine de Lee, près de Great Missenden, dans le Buckinghamshire. Gandy prend le nom de Deering et, abandonnant peu à peu sa profession d'architecte, passe le reste de sa vie en gentilhomme campagnard. Il est élu député conservateur d'Aylesbury aux élections générales de 1847, mais une pétition conduit à la nullité de son élection en 1848 . Il est haut shérif du Buckinghamshire en 1840.

## Sources
- 'Gandy after Deering, John Peter', HM Colvin, A Biographical Dictionary of British Architects, 1600-1840, 3e éd (1995), 387-8
- A. Felstead, J. Franklin et L. Pinfield, éd., Directory of British architects, 1834–1900 (1993) ; 2e éd., éd. A. Brodie et autres, 2 vol. (2001)
- R. Windsor Liscombe, William Wilkins, 1778-1839 (1980)
- Algernon Graves, Un dictionnaire des artistes qui ont exposé des œuvres dans les principales expositions londoniennes de peintures à l'huile de 1760 à 1880 (1884); nouvelle éd. (1895); 3e édition, 76, 107.
- Le Bâtisseur, 8 (1850), 130
- SC Hutchison, "Les écoles de la Royal Academy, 1768-1830", Walpole Society, 38 (1960-62), 123-91
- 'Gandy-Deering (Peter John, également connu sous le nom de JP Gandy, Gandy Deering et JP Deering à partir de 1828', The Dictionary of Architecture, éd. Wyatt Papworth (1853-1892)
- Gentleman's Magazine, 2e série, 33 (1850), 448